# Tiliacora
Tiliacora  é um gênero botânico da família Menispermaceae.

## Espécies
- Tiliacora acuminata
- Tiliacora dinklagei
- Tiliacora funifera
- Tiliacora gabonensis
- Tiliacora kenyensis
- Tiliacora racemosa
- Tiliacora triandra